# Pratt-Read
Pratt-Read est une entreprise américaine basée à Sycamore (Illinois) près de Chicago. Fondée en 1798, c'est une des plus anciennes entreprises aux États-Unis.

## Historique
Pratt-Read a été fondée à Ivoryton, Connecticut, sous le nom Pratt, Read & Company, et fabriquait des boutons et des boules de billard à partir d'ivoire importé d'Afrique. Elle s'est ensuite spécialisée dans la fabrication de touches d'ivoire et de mécanique pour piano à partir de 1839. Pendant la guerre, Pratt-Read participe à l'effort de guerre en produisant des planeurs et des avions. Après la guerre, l'entreprise s'est focalisée sur la fabrication d'outillage (avec la production de tournevis en particulier). Les planeurs Pratt-Read ont permis de battre des records d'altitude et de distance en planeur dans les années 1950.
En difficulté financière depuis 2009, Pratt-Read a été racheté par Ideal Industries en 2010.

## Galerie

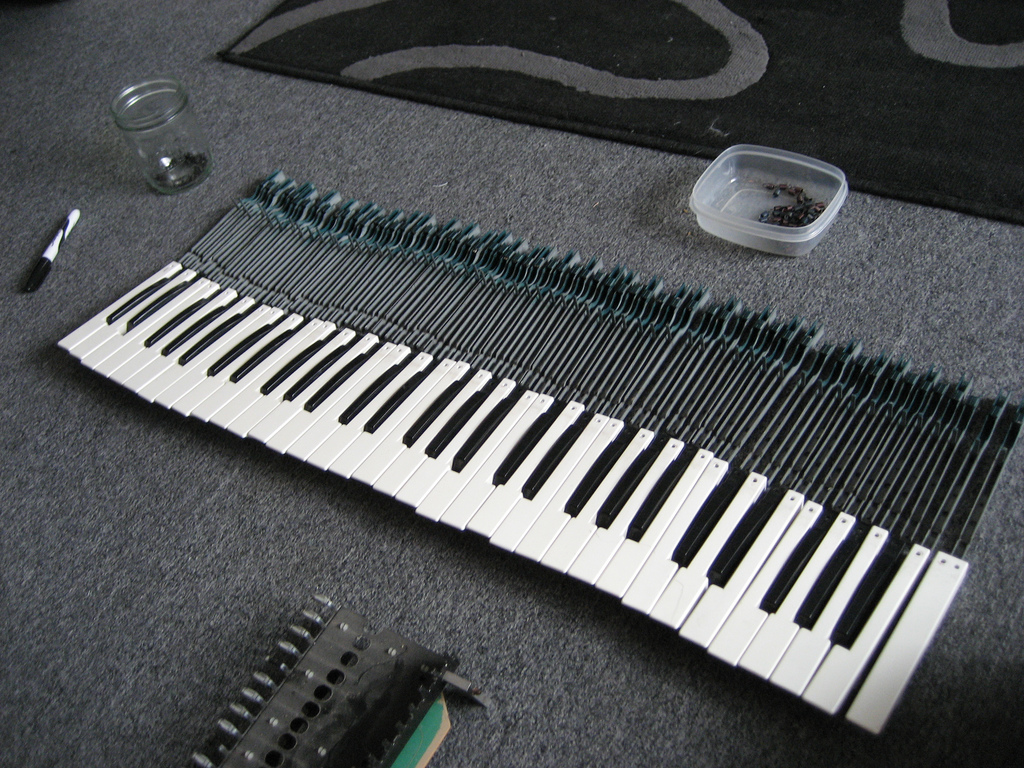
Un clavier Pratt-Read
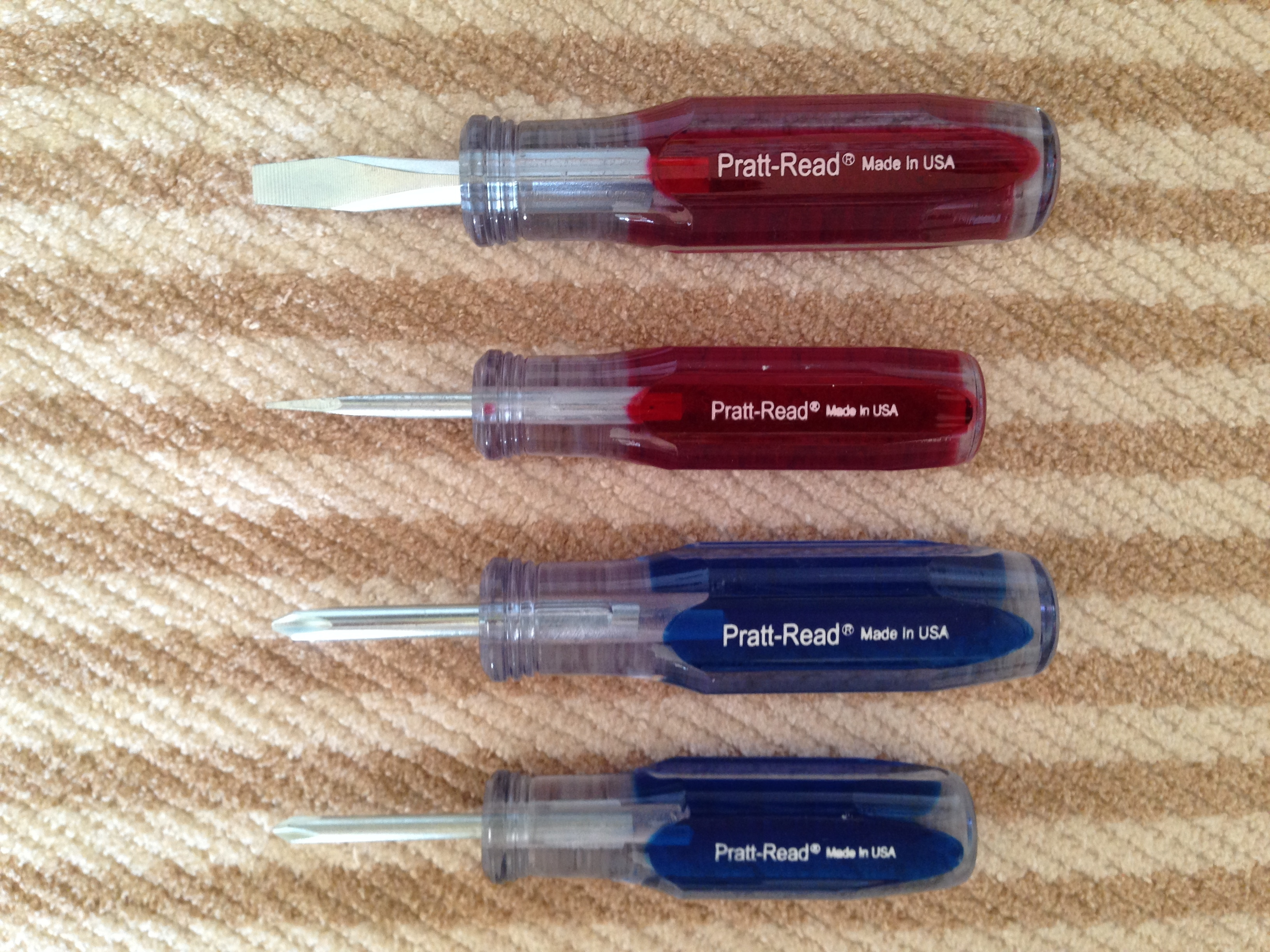
Tournevis Pratt-Read
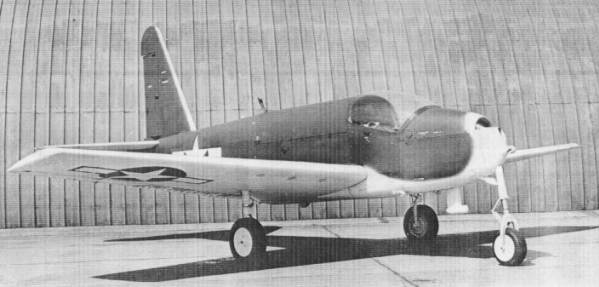
Pratt-Read LBE-1 (1945)
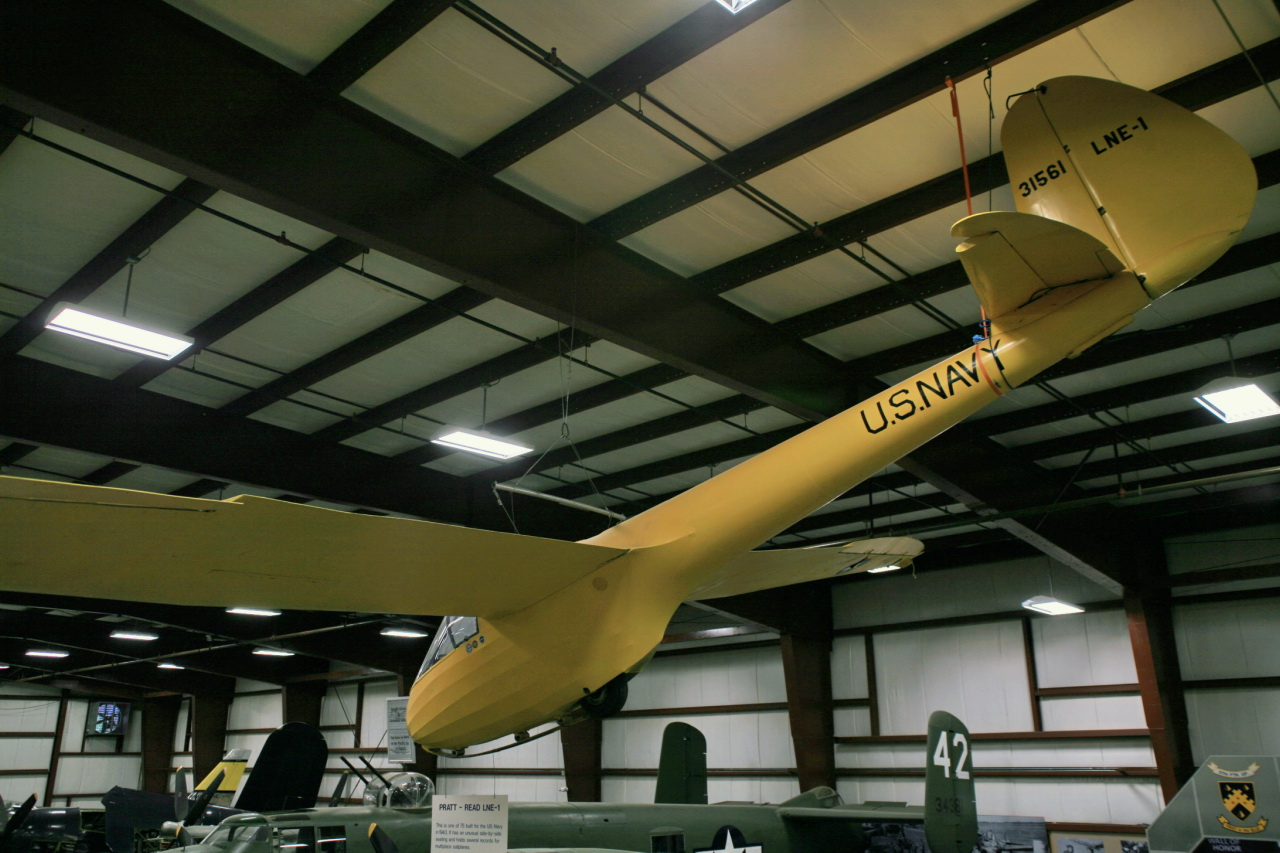
Planeur Pratt-Read LNE-1